# Filippo Cortesi

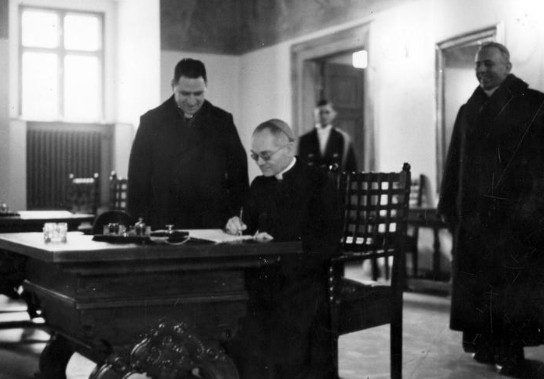
Filippo Cortesi

Filippo Cortesi (* 8. Oktober 1876 in Alia, Provinz Palermo, Italien; † 1. Februar 1947) war ein römisch-katholischer Erzbischof und Diplomat des Heiligen Stuhls.

## Leben
Filippo Cortesi empfing am 18. Dezember 1899 das Sakrament der Priesterweihe.
Am 30. Mai 1921 ernannte ihn Papst Benedikt XV. zum Titularerzbischof von Siraces und bestellte ihn zum Apostolischen Nuntius in Venezuela. Der Präfekt der Heiligen Ritenkongregation, Antonio Vico, spendete ihm am 21. August desselben Jahres die Bischofsweihe; Mitkonsekratoren waren der Sekretär der Kongregation De Propaganda Fide, Kurienerzbischof Pietro Fumasoni Biondi, und der emeritierte Bischof von Beja, Sebastião Leite de Vasconcellos.
Am 19. Oktober 1926 wurde Filippo Cortesi zum Apostolischen Nuntius in Argentinien ernannt. Papst Pius XI. bestellte ihn am 4. Juni 1936 zum Apostolischen Nuntius in Spanien. Am 24. Dezember 1936 wurde Cortesi Apostolischer Nuntius in Polen.